# Seychelles National Olympic Committee
Die Seychelles National Olympic Committee ist das Nationale Olympische Komitee der Seychellen. 

## Geschichte
Das NOK wurde 1979 gegründet und im selben Jahr vom Internationalen Olympischen Komitee anerkannt. Seit 1992 ist der Hürdenläufer Antonio Gopal der Präsident des Verbandes.